# Screamer Rally
Screamer Rally è il terzo videogioco della serie Screamer, creata da Milestone S.r.l.. A differenza dei due precedenti capitoli, questo è dedicato alle gare di rally; inoltre, a differenza di Screamer 2 (del quale condivide il motore grafico), Screamer Rally possiede un supporto nativo per le schede acceleratrici 3dfx: in questo modo sono aggiunti effetti di filtering delle texture e una maggiore risoluzione video.